# Cases Barates de Montjuïc
Les Cases Barates de Montjuïc és una obra de Girona inclosa a l'Inventari del Patrimoni Arquitectònic de Catalunya.

## Descripció
És un edifici de planta quadrada, dos pisos i coberta a dues vessants. La façana s'organitza simètricament amb quatre obertures (dues portes i dues finestres) i quatre de circulars. Cada una de les quatre es divideix en dos habitatges iguals.

## Història
L'any 1930 l'Ajuntament de Girona adquirí uns terrenys a la muntanya de Montjuïc i el 14 de novembre del mateix any una comissió permanent de l'Ajuntament encarrega a l'arquitecte Ricard Giralt i Casadesús el projecte d'un parc. Es va construir l'Escola Ignasi Iglésias i, posteriorment, es bastiren quatre dels quaranta habitatges per obres que s'havien projectat.